# Axel Kruse
Axel Kruse (* 28. September 1967 in Wolgast) ist ein ehemaliger deutscher Fußball- und American-Football-Spieler.

## Karriere

### Vereine
Axel Kruse spielte zwischen 1974 und 1976 in seinem Heimatort bei Dynamo Wolgast, um dann 1976 zur BSG Motor Wolgast zu wechseln. 1981 wurde er von Hansa Rostock als Talent entdeckt und trainierte dort mit den späteren Profifußballern Jens Dowe, Florian Weichert, Thomas Doll und Volker Röhrich im Jugendinternat des Vereins. Im Alter von 17 Jahren rückte Kruse zur Saison 1985/86 in den Profikader des Vereins und wurde dort schnell zum Stammspieler.
Als Spieler von Hansa Rostock flüchtete er am 8. Juli 1989 bei einem Auswärtsspiel in Kopenhagen mit Hilfe von Freunden in den Westen Deutschlands. Dort schloss er sich dem damaligen Zweitligisten Hertha BSC, bei dem er bis heute Vereinsmitglied ist, an. Allerdings erteilte ihm die FIFA zunächst keine Spielerlaubnis. Am 27. Januar 1990 lief Kruse im Freundschaftsspiel gegen Union Berlin erstmals für Hertha auf. Sein erstes Pflichtspiel bestritt er erst am 24. Spieltag (24. Februar 1990). Trotzdem er nur zwölf Spiele bestritt, war er in dieser Saison zusammen mit Fred Klaus mit sieben Treffern der beste Angreifer der Hertha. Gleich in seinem ersten Spiel gegen den MSV Duisburg traf der Stürmer zum 3:0-Endstand. Am Ende der Saison stieg er als Tabellenerster mit der Hertha auf. In der Bundesliga gab er dann am 9. August 1990 zum Eröffnungsspieltag gegen den FC St. Pauli seine Premiere in Deutschlands höchster Spielklasse. Bis zur Winterpause konnte Kruse mit seiner Mannschaft nur einmal gewinnen; am 11. Spieltag erzielte er gegen Eintracht Frankfurt den Treffer zum 1:0-Sieg.
Im Winter der Saison 1990/91 wechselte der Stürmer zu Eintracht Frankfurt, die zu dieser Zeit in der Spitzengruppe der Liga stand. Bei den Frankfurtern war mit Anthony Yeboah, Lothar Sippel und Janusz Turowski die Konkurrenz zwar groß, trotzdem setzte sich Kruse durch und konnte in zwölf Partien drei Tore erzielen. Im Jahr darauf hatte es der Ex-Rostocker schwer. Hinter Yeboah, Sippel und dem Eintracht-Rückkehrer Jørn Andersen war er nur Stürmer Nummer vier. Am Ende der Saison verpasste die Eintracht durch eine Niederlage am letzten Spieltag gegen Hansa Rostock die Meisterschaft und fiel auf Rang drei zurück. Auch in der Spielzeit 1992/93 gelang es Kruse nicht, sich als Stammkraft zu etablieren. Er absolvierte mit 28 Einsätzen zwar die viertmeisten seiner Mannschaft, wurde dabei aber 18-mal ein- oder ausgewechselt. Aus diesem Grund wechselte er nach Ende der Spielzeit zum Ligakonkurrenten VfB Stuttgart.
Bei Stuttgart erlebte er 1993 ein schwarzes erstes Jahr. Er kam nur zwei Mal über die vollen 90 Minuten eines Spiels zum Einsatz und konnte keinen Treffer erzielen. Im April entschieden sich die VfB-Verantwortlichen, den ehemaligen DDR-Juniorennationalspieler an den FC Basel auszuleihen, nachdem Kruse zuvor zehn Wochen für eine Tätlichkeit in einem DFB-Pokal-Spiel gegen den 1. FC Kaiserslautern gegen Schiedsrichter Hans-Joachim Osmers gesperrt worden war. Im Sommer 1994 kehrte Kruse zum VfB zurück und war dort in der Saison 1994/95 zusammen mit Giovane Élber mit acht Treffern zweitbester Torschütze des Teams. Nur Fredi Bobic war um fünf Tore besser. Nach einem weiteren Jahr, in dem er nur als Einwechselspieler zum Zuge kam, wechselte er 1996, trotz mehreren Angeboten aus der Bundesliga, erneut zu Hertha BSC.
Dort wurde Kruse auf Anhieb Kapitän der Mannschaft. Wie schon 1990 schaffte der Verein 1996/97 mit ihm den Aufstieg in die Bundesliga; mit 15 Treffern war er mit Abstand bester Angreifer der Berliner. In der Bundesliga bestritt er dann noch elf Spiele für Berlin; am 14. Spieltag erfolgte seine letzte Profipartie gegen den TSV 1860 München, als er in der 41. Minute für Alphonse Tchami eingewechselt wurde.
1998 musste er wegen einer Knieverletzung seine Fußballlaufbahn beenden. Grund für das Karriereende war ein Zusammenstoß am 4. Oktober 1997 mit Torhüter Jens Lehmann vom FC Schalke 04; Kruse, der danach 8 Minuten bewusstlos war, zog sich eine Gehirnerschütterung zu und riss sich die Patellasehne.

### Nationalmannschaft
Axel Kruse bestritt in seiner Jugend elf U17-, fünfzehn U18- und sechs U19-Partien sowie ein U21-Spiel für die DDR. 1986 wurde er außerdem Europameister der A-Junioren. Im September 1992 wurde Kruse von Bundestrainer Berti Vogts zu einem Sichtungslehrgang der Nationalmannschaft in der Sportschule Wedau eingeladen. Zu einem Einsatz in der Nationalelf, bei der Kruse auch beim vorläufigen Abschiedsspiel von Rudi Völler im Oktober 1992 in Dresden weilte, kam es jedoch nicht.

### Nach der aktiven Fußballkarriere
Kruse startete einen vergleichbaren Neuanfang wie Manfred Burgsmüller und wurde American-Football-Spieler bei Berlin Thunder. Von 1999 bis 2003 erzielte er als Kicker 130 Punkte, war Top-Scorer und holte mit dem Team zwei World-Bowl-Titel.
Bis zum Sommer 2007 war er als Cheftrainer bei Tasmania Gropiusstadt in der Verbandsliga Berlin angestellt, dem Nachfolgerverein von SC Tasmania 1900 Berlin, des Vereines, der 1965/66 für ein Jahr Mitglied der Fußball-Bundesliga war und als schlechteste Mannschaft überhaupt in die Bundesliga-Geschichte einging.
Später arbeitete er als Moderator einer eigenen Sportsendung bei TV Berlin. Aktuell ist Kruse Geschäftsführer der Film- und Fernsehproduktionsfirma farbfilm media in Berlin, er ist zudem als Experte und Reporter für Sport1 und war für das Pay-TV-Angebot der Telekom LIGA total! tätig.

## Erfolge

### Fußball
- Meister der 2. Bundesliga mit Hertha BSC: 1990
- U-19-Europameister 1986 mit der DDR

### American Football
- World Bowl: 2001, 2002